# Partielle Oxidation
Bei der Partiellen Oxidation wird ein unterstöchiometrisches Brennstoff-Luft-Gemisch in einem Reformer teilweise verbrannt und es entsteht ein wasserstoffreiches Synthesegas, welches zum Beispiel in der Brennstoffzelle weiterverwendet werden kann. 
Unterschieden wird zwischen Thermisch Partieller Oxidation (TPOX) und Katalytisch Partieller Oxidation (CPOX). Bei TPOX laufen diese Reaktionen, abhängig von der Luftzahl,  bei 1200 °C und mehr ab. Bei CPOX liegt die benötigte Temperatur durch den Einsatz eines katalytischen Mediums bei 800 bis 900 °C. Welche Technik für die Reformierung eingesetzt wird, hängt vom Schwefelanteil des verwendeten Brennstoffes ab. Liegt der Schwefelanteil unter 50 ppm kann CPOX verwendet werden. Ein höherer Schwefelanteil würde den Katalysator zu stark vergiften, deswegen wird für diese Brennstoffe das TPOX-Verfahren eingesetzt.